# Сент-Чарльз (город, Миннесота)
Сент-Чарльз (англ. St. Charles) — город в округе Уинона, штат Миннесота, США. На площади 8,5 км² (8,5 км² — суша, водоёмов нет), согласно переписи 2002 года, проживают 3295 человек. Плотность населения составляет 388,1 чел./км².
- Телефонный код города — 507
- Почтовый индекс — 55972
- FIPS-код города — 27-56788[1]
- GNIS-идентификатор — 0650549[2]